# Asamblea Nacional Constituyente de Costa Rica de 1871
La Asamblea Nacional Constituyente de 1871 fue convocada por el presidente provisional costarricense Tomás Guardia Gutiérrez tras anular la previa Asamblea instaurada en mayo de 1870 por su predecesor y rival político Bruno Carranza Ramírez. Guardia convocó a nuevas elecciones que eligieron un total de veintiún diputados constituyentes quienes redactaron la Constitución Política de 1871, fuertemente influenciada por las ideas liberales. Dicha Constitución sería la de más larga duración en la historia costarricense y se tomaría como base por los constituyentes de 1949 para redactar la Constitución respectiva.

## Integrantes

### Provincia de San José

#### Propietarios
- Manuel Antonio Bonilla Nava
- Rafael Ramírez Hidalgo
- Andrés Sáenz Llorente
- Agapito Jiménez Zamora
- Francisco María Iglesias Llorente
- Domingo Rivas Salvatierra

#### Suplentes
- Nicolás Sáenz
- Francisco Pinto Castro

### Provincia de Alajuela

#### Propietarios
- José María Ugalde
- Anselmo González
- José María Orozco
- Uladislao Durán
- José Joaquín Alfaro

#### Suplentes
- Cipriano Muñoz
- Francisco Jinesta

### Provincia de Cartago
- Manuel Vicente Jiménez Oreamuno
- Félix Mata Lafuente
- Jesús Solano
- Pedro García Oreamuno

#### Suplentes
- Manuel Aragón Quesada
- Lucas Alvarado

### Provincia de Heredia
- Ramón Isidro Cabezas Alfaro
- Manuel José Zamora
- Joaquín Fonseca

#### Suplente
- Manuel Ugalde

### Comarca de Puntarenas
- Alejandro Alvarado García

#### Suplente
- Bernardino Alvarado García

### Provincia de Guanacaste
- Víctor Guardia Gutiérrez

#### Suplente
- Manuel María Esquivel Sáenz